# Lucky Thompson
Lucky Thompson (Columbia, 16 giugno 1924 – Seattle, 30 luglio 2005) è stato un sassofonista e compositore statunitense di musica jazz.

## Biografia
Insieme a Sidney Bechet e Steve Lacy, Thompson fu uno dei musicisti che fecero uscire il sassofono soprano dal dimenticatoio. Il fraseggio bebop che Thompson e Lacy portarono su questo strumento avrebbe destato l'interesse di John Coltrane che lo avrebbe adottato all'inizio degli anni 1960.
Thompson trascorse la sua infanzia e giovinezza a Detroit e debuttò come musicista swing nelle file delle orchestre di Lionel Hampton, Don Redman, Billy Eckstine, Lucky Millinder e Count Basie. Dopo una parentesi dedicata al rhythm and blues, Thompson si rivolse al bebop e in seguito all'hard bop, suonando con le formazioni di Kenny Clarke, Miles Davis, Dizzy Gillespie e Milt Jackson. Thompson era un solista ispirato, dotato di uno stile molto personale, dove il linguaggio di solisti quali Coleman Hawkins, Ben Webster e Don Byas veniva colorato da concetti armonici più moderni. Il suo approccio è in evidenza nell'album di Stan Kenton Cuban Fire,  così come in quelli che incise come leader. Quando era ai massimi livelli – cosa che gli capitò spesso – Thompson era uno dei primi nel suo strumento.
Thompson registrò sia come leader sia come sideman nel corso degli anni cinquanta, apparendo nelle registrazioni che Charlie Parker fece per la Dial Records a Los Angeles e nell'album di Miles Davis Walkin'. Alla fine degli anni sessanta si trasferì in Svizzera, a Losanna, continuando a registrare in molte occasioni: uno degli album più notevoli del periodo è A Lucky Songbook in Europe. Dopo aver insegnato al Dartmouth College nel 1973 e nel 1974, si ritirò completamente dalla musica, disgustato dall'atteggiamento razzista e discriminatorio che riteneva che le case discografiche e i proprietari di vari locali avessero tenuto nei suoi confronti. Si trasferì a Savannah, in Georgia, e scomparve dalle cronache finché non fu ritrovato, senza casa e malato, a Seattle, dove alcuni appassionati di jazz si presero cura di lui.
Trascorse i suoi ultimi anni a Seattle, ricoverato in un ospedale a causa della malattia di Alzheimer che lo aveva colpito.

## Discografia

### Leader/co-leader
- 1944-47 - Chronological - Classics # (same tracks in Complete Recordings, Jazz Factory)
- 1954 - Accent On Tenor Saxophone - Urania, 1954 (reissued by Fresh Sound)
- 1956 - Tricotism - ABC-Paramount, 1956
- 1956 - Brown Rose - Xanadu, 1956
- 1956 - Modern Jazz Group - EmArcy/Sunnyside, 2000
- 1956 - Jazz in Paris - Sunnyside, 2001 (with Dave Pochonet All Stars)
- 1957 - Paris Blues - Polydor/EmArcy/Concord Jazz, 2000  (co-leader with Sammy Price)
- 1959-60 - Bop & Ballads - Sonorama
- 1961 - Lord, Lord, Am I Ever Gonna Know? - Candid, 1961
- 1963 - Lucky Thompson Plays Jerome Kern and No More - Moodsville, 1963
- 1964 - Lucky Strikes - Prestige, 1964
- 1965 - Plays Happy Days Are Here Again - Prestige, 1965
- 1965 - Lucky is Back! - Rivoli, 1965
- 1970 - Soul's Nite Out - Ensayo, 1970
- 1972 - Goodbye Yesterday - Groove Merchant, 1973
- 1973 - Concert: Friday the 13th. Cook County Jail - Groove Merchant, 1973 (co-leader with Jimmy McGriff)
- 1973 - I Offer You - Groove Merchant, 1973
- 1973 - Home Comin' - LRC, 2003
- 1973 - Back to the World - 51 West, 1979